# Tour La Provence 2020
La 5.ª edición de la competición ciclista Tour La Provence fue una carrera de ciclismo en ruta por etapas que se celebró entre el 13 y el 16 de febrero de 2020 en Francia con inicio en la ciudad de Châteaurenard y final en la ciudad de Aix-en-Provence sobre un recorrido de 635,1 kilómetros.
La carrera formó parte del UCI ProSeries 2020, calendario ciclístico mundial de segunda división, dentro de la categoría UCI 2.Pro y fue ganada por el colombiano Nairo Quintana del Arkéa Samsic. Completaron el podio, como segundo y tercer clasificado respectivamente, el ruso Aleksandr Vlasov y el kazajo Alexey Lutsenko, ambos del Astana.

## Equipos participantes
Tomaron parte en la carrera 21 equipos: 14 de categoría UCI WorldTeam invitados por la organización, 5 de categoría UCI ProTeam y 2 de categoría Continental. Formaron así un pelotón de 145 ciclistas de los que acabaron 126. Los equipos participantes fueron:
| WorldTeams (14)- CCC Team - Trek-Segafredo - Israel Start-Up Nation - EF Pro Cycling - AG2R La Mondiale - Jumbo-Visma - Groupama-FDJ - Team Sunweb - Deceuninck-Quick Step - Astana - Movistar Team - Cofidis - Ineos - NTT Pro Cycling ProTeams (5)- Arkéa-Samsic - B&B Hotels-Vital Concept p/b KTM - Total Direct Énergie - Nippo Delko One Provence - Circus-Wanty Gobert Equipos continentales (2)- Saint Michel-Auber 93 - Natura4Ever-Roubaix Lille Métropole |
| |

## Recorrido
El Tour de La Provence dispuso de cuatro etapas dividido en dos etapas llanas, una etapa de media montaña, y una etapa de montaña para un recorrido total de 635,1 kilómetros.
| Etapa     | Fecha     | Recorrido                                    | type                   | Distancia (km) | Ganador          | Líder            |
| --------- | --------- | -------------------------------------------- | ---------------------- | -------------- | ---------------- | ---------------- |
| 1.ª etapa | 13 de feb | Châteaurenard – Les Saintes-Maries-de-la-Mer | etapa llana            | 149,5          | Nacer Bouhanni   | Nacer Bouhanni   |
| 2.ª etapa | 14 de feb | Aubagne – La Ciotat                          | etapa de media montaña | 174,9          | Aleksandr Vlásov | Aleksandr Vlásov |
| 3.ª etapa | 15 de feb | Istres – Mont Ventoux                        | etapa de montaña       | 140,2          | Nairo Quintana   | Nairo Quintana   |
| 4.ª etapa | 16 de feb | Aviñón – Aix-en-Provence                     | etapa escarpada        | 170,5          | Owain Doull      | Nairo Quintana   |

## Desarrollo de la carrera

### 1.ª etapa
| Châteaurenard - Les Saintes-Maries-de-la-Mer | etapa llana | (149,5 km) |

| \| Clasificación de la etapa \| Clasificación de la etapa \| Clasificación de la etapa \| Clasificación de la etapa \| Clasificación de la etapa \| \| Ciclista \| Ciclista \| Equipo \| Tiempo \| \| \| ------------------------- \| ------------------------- \| ------------------------- \| ------------------------- \| ------------------------- \| \| 1.º \| Nacer Bouhanni \| Arkéa-Samsic \| 3 h 16 min 35 s \| \| \| 2.º \| Jakub Mareczko \| CCC Team \| + 0 s \| \| \| 3.º \| Giacomo Nizzolo \| NTT Pro Cycling \| + 0 s \| \| \| 4.º \| Pierre Barbier \| Nippo-Delko One Provence \| + 0 s \| \| \| 5.º \| Hugo Hofstetter \| Israel Start-Up Nation \| + 0 s \| \| \| 6.º \| Christopher Lawless \| Team Ineos \| + 0 s \| \| \| 7.º \| Timothy Dupont \| Circus-Wanty Gobert \| + 0 s \| \| \| 8.º \| Kasper Asgreen \| Deceuninck-Quick Step \| + 0 s \| \| \| 9.º \| Marc Hirschi \| Team Sunweb \| + 0 s \| \| \| 10.º \| Quinn Simmons \| Trek-Segafredo \| + 0 s \| \| |                     |                          |                 |
| |                     |                          |                 |
| Fuente: ProCyclingStats |                     |                          |                 |
| Clasificación de la etapa |                     |                          |                 |
| Ciclista | Ciclista            | Equipo                   | Tiempo          |
| 1.º | Nacer Bouhanni      | Arkéa-Samsic             | 3 h 16 min 35 s |
| 2.º | Jakub Mareczko      | CCC Team                 | + 0 s           |
| 3.º | Giacomo Nizzolo     | NTT Pro Cycling          | + 0 s           |
| 4.º | Pierre Barbier      | Nippo-Delko One Provence | + 0 s           |
| 5.º | Hugo Hofstetter     | Israel Start-Up Nation   | + 0 s           |
| 6.º | Christopher Lawless | Team Ineos               | + 0 s           |
| 7.º | Timothy Dupont      | Circus-Wanty Gobert      | + 0 s           |
| 8.º | Kasper Asgreen      | Deceuninck-Quick Step    | + 0 s           |
| 9.º | Marc Hirschi        | Team Sunweb              | + 0 s           |
| 10.º | Quinn Simmons       | Trek-Segafredo           | + 0 s           |

| \| Clasificación general \| Clasificación general \| Clasificación general \| Clasificación general \| Clasificación general \| \| Ciclista \| Ciclista \| Equipo \| Tiempo \| \| \| --------------------- \| --------------------- \| ------------------------ \| --------------------- \| --------------------- \| \| 1.º \| Nacer Bouhanni \| Arkéa-Samsic \| 3 h 16 min 25 s \| \| \| 2.º \| Jakub Mareczko \| CCC Team \| + 4 s \| \| \| 3.º \| Giacomo Nizzolo \| NTT Pro Cycling \| + 6 s \| \| \| 4.º \| Charlie Quarterman \| Trek-Segafredo \| + 6 s \| \| \| 5.º \| Johan Jacobs \| Movistar Team \| + 6 s \| \| \| 6.º \| Louis Louvet \| Saint Michel-Auber 93 \| + 7 s \| \| \| 7.º \| Romain Combaud \| Nippo-Delko One Provence \| + 9 s \| \| \| 8.º \| Pierre Barbier \| Nippo-Delko One Provence \| + 10 s \| \| \| 9.º \| Hugo Hofstetter \| Israel Start-Up Nation \| + 10 s \| \| \| 10.º \| Christopher Lawless \| Team Ineos \| + 10 s \| \| |                     |                          |                 |
| |                     |                          |                 |
| Fuente: ProCyclingStats |                     |                          |                 |
| Clasificación general |                     |                          |                 |
| Ciclista | Ciclista            | Equipo                   | Tiempo          |
| 1.º | Nacer Bouhanni      | Arkéa-Samsic             | 3 h 16 min 25 s |
| 2.º | Jakub Mareczko      | CCC Team                 | + 4 s           |
| 3.º | Giacomo Nizzolo     | NTT Pro Cycling          | + 6 s           |
| 4.º | Charlie Quarterman  | Trek-Segafredo           | + 6 s           |
| 5.º | Johan Jacobs        | Movistar Team            | + 6 s           |
| 6.º | Louis Louvet        | Saint Michel-Auber 93    | + 7 s           |
| 7.º | Romain Combaud      | Nippo-Delko One Provence | + 9 s           |
| 8.º | Pierre Barbier      | Nippo-Delko One Provence | + 10 s          |
| 9.º | Hugo Hofstetter     | Israel Start-Up Nation   | + 10 s          |
| 10.º | Christopher Lawless | Team Ineos               | + 10 s          |

### 2.ª etapa
| Aubagne - La Ciotat | etapa de media montaña | (174,9 km) |

| \| Clasificación de la etapa \| Clasificación de la etapa \| Clasificación de la etapa \| Clasificación de la etapa \| Clasificación de la etapa \| \| Ciclista \| Ciclista \| Equipo \| Tiempo \| \| \| ------------------------- \| ------------------------- \| ------------------------- \| ------------------------- \| ------------------------- \| \| 1.º \| Aleksandr Vlásov \| Astana \| 4 h 30 min 57 s \| \| \| 2.º \| Wilco Kelderman \| Team Sunweb \| + 24 s \| \| \| 3.º \| Alexéi Lutsenko \| Astana \| + 24 s \| \| \| 4.º \| Magnus Cort \| EF Pro Cycling \| + 24 s \| \| \| 5.º \| Andrea Bagioli \| Deceuninck-Quick Step \| + 24 s \| \| \| 6.º \| Edward Dunbar \| Team Ineos \| + 24 s \| \| \| 7.º \| Thibaut Pinot \| Groupama-FDJ \| + 24 s \| \| \| 8.º \| Nairo Quintana \| Arkéa-Samsic \| + 24 s \| \| \| 9.º \| Aurélien Paret-Peintre \| AG2R La Mondiale \| + 24 s \| \| \| 10.º \| David Gaudu \| Groupama-FDJ \| + 24 s \| \| |                        |                       |                 |
| |                        |                       |                 |
| Fuente: ProCyclingStats |                        |                       |                 |
| Clasificación de la etapa |                        |                       |                 |
| Ciclista | Ciclista               | Equipo                | Tiempo          |
| 1.º | Aleksandr Vlásov       | Astana                | 4 h 30 min 57 s |
| 2.º | Wilco Kelderman        | Team Sunweb           | + 24 s          |
| 3.º | Alexéi Lutsenko        | Astana                | + 24 s          |
| 4.º | Magnus Cort            | EF Pro Cycling        | + 24 s          |
| 5.º | Andrea Bagioli         | Deceuninck-Quick Step | + 24 s          |
| 6.º | Edward Dunbar          | Team Ineos            | + 24 s          |
| 7.º | Thibaut Pinot          | Groupama-FDJ          | + 24 s          |
| 8.º | Nairo Quintana         | Arkéa-Samsic          | + 24 s          |
| 9.º | Aurélien Paret-Peintre | AG2R La Mondiale      | + 24 s          |
| 10.º | David Gaudu            | Groupama-FDJ          | + 24 s          |

| \| Clasificación general \| Clasificación general \| Clasificación general \| Clasificación general \| Clasificación general \| \| Ciclista \| Ciclista \| Equipo \| Tiempo \| \| \| --------------------- \| ---------------------- \| --------------------- \| --------------------- \| --------------------- \| \| 1.º \| Aleksandr Vlásov \| Astana \| 7 h 47 min 22 s \| \| \| 2.º \| Wilco Kelderman \| Team Sunweb \| + 28 s \| \| \| 3.º \| Alexéi Lutsenko \| Astana \| + 30 s \| \| \| 4.º \| Magnus Cort \| EF Pro Cycling \| + 34 s \| \| \| 5.º \| Alex Aranburu \| Astana \| + 34 s \| \| \| 6.º \| Aurélien Paret-Peintre \| AG2R La Mondiale \| + 34 s \| \| \| 7.º \| Thibaut Pinot \| Groupama-FDJ \| + 34 s \| \| \| 8.º \| Nairo Quintana \| Arkéa-Samsic \| + 34 s \| \| \| 9.º \| Edward Dunbar \| Team Ineos \| + 34 s \| \| \| 10.º \| David Gaudu \| Groupama-FDJ \| + 34 s \| \| |                        |                  |                 |
| |                        |                  |                 |
| Fuente: ProCyclingStats |                        |                  |                 |
| Clasificación general |                        |                  |                 |
| Ciclista | Ciclista               | Equipo           | Tiempo          |
| 1.º | Aleksandr Vlásov       | Astana           | 7 h 47 min 22 s |
| 2.º | Wilco Kelderman        | Team Sunweb      | + 28 s          |
| 3.º | Alexéi Lutsenko        | Astana           | + 30 s          |
| 4.º | Magnus Cort            | EF Pro Cycling   | + 34 s          |
| 5.º | Alex Aranburu          | Astana           | + 34 s          |
| 6.º | Aurélien Paret-Peintre | AG2R La Mondiale | + 34 s          |
| 7.º | Thibaut Pinot          | Groupama-FDJ     | + 34 s          |
| 8.º | Nairo Quintana         | Arkéa-Samsic     | + 34 s          |
| 9.º | Edward Dunbar          | Team Ineos       | + 34 s          |
| 10.º | David Gaudu            | Groupama-FDJ     | + 34 s          |

### 3.ª etapa
| Istres - Mont Ventoux | etapa de montaña | (140,2 km) |

| \| Clasificación de la etapa \| Clasificación de la etapa \| Clasificación de la etapa \| Clasificación de la etapa \| Clasificación de la etapa \| \| Ciclista \| Ciclista \| Equipo \| Tiempo \| \| \| ------------------------- \| ------------------------- \| ------------------------- \| ------------------------- \| ------------------------- \| \| 1.º \| Nairo Quintana \| Arkéa-Samsic \| 3 h 36 min 26 s \| \| \| 2.º \| Alexéi Lutsenko \| Astana \| + 1 min 28 s \| \| \| 3.º \| Hugh Carthy \| EF Pro Cycling \| + 1 min 28 s \| \| \| 4.º \| Aleksandr Vlásov \| Astana \| + 1 min 28 s \| \| \| 5.º \| Edward Dunbar \| Team Ineos \| + 2 min 11 s \| \| \| 6.º \| Sepp Kuss \| Jumbo-Visma \| + 2 min 12 s \| \| \| 7.º \| Wilco Kelderman \| Team Sunweb \| + 2 min 12 s \| \| \| 8.º \| Jesús Herrada \| Cofidis \| + 2 min 12 s \| \| \| 9.º \| Thibaut Pinot \| Groupama-FDJ \| + 2 min 12 s \| \| \| 10.º \| David Gaudu \| Groupama-FDJ \| + 2 min 25 s \| \| |                  |                |                 |
| |                  |                |                 |
| Fuente: ProCyclingStats |                  |                |                 |
| Clasificación de la etapa |                  |                |                 |
| Ciclista | Ciclista         | Equipo         | Tiempo          |
| 1.º | Nairo Quintana   | Arkéa-Samsic   | 3 h 36 min 26 s |
| 2.º | Alexéi Lutsenko  | Astana         | + 1 min 28 s    |
| 3.º | Hugh Carthy      | EF Pro Cycling | + 1 min 28 s    |
| 4.º | Aleksandr Vlásov | Astana         | + 1 min 28 s    |
| 5.º | Edward Dunbar    | Team Ineos     | + 2 min 11 s    |
| 6.º | Sepp Kuss        | Jumbo-Visma    | + 2 min 12 s    |
| 7.º | Wilco Kelderman  | Team Sunweb    | + 2 min 12 s    |
| 8.º | Jesús Herrada    | Cofidis        | + 2 min 12 s    |
| 9.º | Thibaut Pinot    | Groupama-FDJ   | + 2 min 12 s    |
| 10.º | David Gaudu      | Groupama-FDJ   | + 2 min 25 s    |

| \| Clasificación general \| Clasificación general \| Clasificación general \| Clasificación general \| Clasificación general \| \| Ciclista \| Ciclista \| Equipo \| Tiempo \| \| \| --------------------- \| --------------------- \| --------------------- \| --------------------- \| --------------------- \| \| 1.º \| Nairo Quintana \| Arkéa-Samsic \| 11 h 24 min 12 s \| \| \| 2.º \| Aleksandr Vlásov \| Astana \| + 1 min 04 s \| \| \| 3.º \| Alexéi Lutsenko \| Astana \| + 1 min 28 s \| \| \| 4.º \| Hugh Carthy \| EF Pro Cycling \| + 1 min 38 s \| \| \| 5.º \| Wilco Kelderman \| Team Sunweb \| + 2 min 16 s \| \| \| 6.º \| Edward Dunbar \| Team Ineos \| + 2 min 21 s \| \| \| 7.º \| Thibaut Pinot \| Groupama-FDJ \| + 2 min 22 s \| \| \| 8.º \| Sepp Kuss \| Jumbo-Visma \| + 2 min 26 s \| \| \| 9.º \| Jesús Herrada \| Cofidis \| + 2 min 26 s \| \| \| 10.º \| David Gaudu \| Groupama-FDJ \| + 2 min 35 s \| \| |                  |                |                  |
| |                  |                |                  |
| Fuente: ProCyclingStats |                  |                |                  |
| Clasificación general |                  |                |                  |
| Ciclista | Ciclista         | Equipo         | Tiempo           |
| 1.º | Nairo Quintana   | Arkéa-Samsic   | 11 h 24 min 12 s |
| 2.º | Aleksandr Vlásov | Astana         | + 1 min 04 s     |
| 3.º | Alexéi Lutsenko  | Astana         | + 1 min 28 s     |
| 4.º | Hugh Carthy      | EF Pro Cycling | + 1 min 38 s     |
| 5.º | Wilco Kelderman  | Team Sunweb    | + 2 min 16 s     |
| 6.º | Edward Dunbar    | Team Ineos     | + 2 min 21 s     |
| 7.º | Thibaut Pinot    | Groupama-FDJ   | + 2 min 22 s     |
| 8.º | Sepp Kuss        | Jumbo-Visma    | + 2 min 26 s     |
| 9.º | Jesús Herrada    | Cofidis        | + 2 min 26 s     |
| 10.º | David Gaudu      | Groupama-FDJ   | + 2 min 35 s     |

### 4.ª etapa
| Aviñón - Aix-en-Provence | etapa escarpada | (170,5 km) |

| \| Clasificación de la etapa \| Clasificación de la etapa \| Clasificación de la etapa \| Clasificación de la etapa \| Clasificación de la etapa \| \| Ciclista \| Ciclista \| Equipo \| Tiempo \| \| \| ------------------------- \| ------------------------- \| ------------------------- \| ------------------------- \| ------------------------- \| \| 1.º \| Owain Doull \| Team Ineos \| 4 h 07 min 32 s \| \| \| 2.º \| Matthias Brändle \| Israel Start-Up Nation \| + 0 s \| \| \| 3.º \| Ian Garrison \| Deceuninck-Quick Step \| + 2 s \| \| \| 4.º \| Romain Combaud \| Nippo-Delko One Provence \| + 2 s \| \| \| 5.º \| Alexéi Lutsenko \| Astana \| + 6 s \| \| \| 6.º \| Damien Touzé \| Cofidis \| + 6 s \| \| \| 7.º \| Pascal Eenkhoorn \| Jumbo-Visma \| + 6 s \| \| \| 8.º \| Magnus Cort \| EF Pro Cycling \| + 6 s \| \| \| 9.º \| Kasper Asgreen \| Deceuninck-Quick Step \| + 6 s \| \| \| 10.º \| Quinn Simmons \| Trek-Segafredo \| + 6 s \| \| |                  |                          |                 |
| |                  |                          |                 |
| Fuente: ProCyclingStats |                  |                          |                 |
| Clasificación de la etapa |                  |                          |                 |
| Ciclista | Ciclista         | Equipo                   | Tiempo          |
| 1.º | Owain Doull      | Team Ineos               | 4 h 07 min 32 s |
| 2.º | Matthias Brändle | Israel Start-Up Nation   | + 0 s           |
| 3.º | Ian Garrison     | Deceuninck-Quick Step    | + 2 s           |
| 4.º | Romain Combaud   | Nippo-Delko One Provence | + 2 s           |
| 5.º | Alexéi Lutsenko  | Astana                   | + 6 s           |
| 6.º | Damien Touzé     | Cofidis                  | + 6 s           |
| 7.º | Pascal Eenkhoorn | Jumbo-Visma              | + 6 s           |
| 8.º | Magnus Cort      | EF Pro Cycling           | + 6 s           |
| 9.º | Kasper Asgreen   | Deceuninck-Quick Step    | + 6 s           |
| 10.º | Quinn Simmons    | Trek-Segafredo           | + 6 s           |

## Clasificaciones finales
- Las clasificaciones finalizaron de la siguiente forma:[4]

### Clasificación general
| \| Clasificación general \| Clasificación general \| Clasificación general \| Clasificación general \| Clasificación general \| \| Ciclista \| Ciclista \| Equipo \| Tiempo \| \| \| --------------------- \| ---------------------- \| --------------------- \| --------------------- \| --------------------- \| \| 1.º \| Nairo Quintana \| Arkéa-Samsic \| 15 h 31 min 50 s \| \| \| 2.º \| Aleksandr Vlásov \| Astana \| + 1 min 04 s \| \| \| 3.º \| Alexéi Lutsenko \| Astana \| + 1 min 28 s \| \| \| 4.º \| Hugh Carthy \| EF Pro Cycling \| + 1 min 38 s \| \| \| 5.º \| Wilco Kelderman \| Team Sunweb \| + 2 min 16 s \| \| \| 6.º \| Edward Dunbar \| Team Ineos \| + 2 min 21 s \| \| \| 7.º \| Thibaut Pinot \| Groupama-FDJ \| + 2 min 22 s \| \| \| 8.º \| Sepp Kuss \| Jumbo-Visma \| + 2 min 26 s \| \| \| 9.º \| Jesús Herrada \| Cofidis \| + 2 min 26 s \| \| \| 10.º \| David Gaudu \| Groupama-FDJ \| + 2 min 35 s \| \| \| 11.º \| Aurélien Paret-Peintre \| AG2R La Mondiale \| + 2 min 44 s \| \| \| 12.º \| Fausto Masnada \| CCC Team \| + 3 min 15 s \| \| \| 13.º \| Niklas Eg \| Trek-Segafredo \| + 3 min 50 s \| \| \| 14.º \| Domenico Pozzovivo \| NTT Pro Cycling \| + 3 min 51 s \| \| \| 15.º \| Robert Gesink \| Jumbo-Visma \| + 3 min 53 s \| \| |                        |                  |                  |
| |                        |                  |                  |
| Fuente: ProCyclingStats |                        |                  |                  |
| Clasificación general |                        |                  |                  |
| Ciclista | Ciclista               | Equipo           | Tiempo           |
| 1.º | Nairo Quintana         | Arkéa-Samsic     | 15 h 31 min 50 s |
| 2.º | Aleksandr Vlásov       | Astana           | + 1 min 04 s     |
| 3.º | Alexéi Lutsenko        | Astana           | + 1 min 28 s     |
| 4.º | Hugh Carthy            | EF Pro Cycling   | + 1 min 38 s     |
| 5.º | Wilco Kelderman        | Team Sunweb      | + 2 min 16 s     |
| 6.º | Edward Dunbar          | Team Ineos       | + 2 min 21 s     |
| 7.º | Thibaut Pinot          | Groupama-FDJ     | + 2 min 22 s     |
| 8.º | Sepp Kuss              | Jumbo-Visma      | + 2 min 26 s     |
| 9.º | Jesús Herrada          | Cofidis          | + 2 min 26 s     |
| 10.º | David Gaudu            | Groupama-FDJ     | + 2 min 35 s     |
| 11.º | Aurélien Paret-Peintre | AG2R La Mondiale | + 2 min 44 s     |
| 12.º | Fausto Masnada         | CCC Team         | + 3 min 15 s     |
| 13.º | Niklas Eg              | Trek-Segafredo   | + 3 min 50 s     |
| 14.º | Domenico Pozzovivo     | NTT Pro Cycling  | + 3 min 51 s     |
| 15.º | Robert Gesink          | Jumbo-Visma      | + 3 min 53 s     |

### Clasificación de la montaña
| Clasificación de la montaña | Clasificación de la montaña | Clasificación de la montaña      | Clasificación de la montaña | Clasificación de la montaña |
| Ciclista                    | Ciclista                    | Equipo                           | Puntos                      |                             |
| --------------------------- | --------------------------- | -------------------------------- | --------------------------- | --------------------------- |
| 1.º                         | Jonas Koch                  | CCC Team                         | 18 pts                      |                             |
| 2.º                         | Victor Lafay                | Cofidis                          | 14 pts                      |                             |
| 3.º                         | Romain Combaud              | Nippo-Delko One Provence         | 13 pts                      |                             |
| 4.º                         | Johan Jacobs                | Movistar Team                    | 8 pts                       |                             |
| 5.º                         | Nairo Quintana              | Arkéa-Samsic                     | 7 pts                       |                             |
| 6.º                         | Ian Garrison                | Deceuninck-Quick Step            | 7 pts                       |                             |
| 7.º                         | Cyril Barthe                | B&B Hotels-Vital Concept p/b KTM | 7 pts                       |                             |
| 8.º                         | Alexéi Lutsenko             | Astana                           | 5 pts                       |                             |
| 9.º                         | Owain Doull                 | Team Ineos                       | 4 pts                       |                             |
| 10.º                        | Timothy Dupont              | Circus-Wanty Gobert              | 4 pts                       |                             |

### Clasificación de los puntos
| Clasificación por puntos | Clasificación por puntos | Clasificación por puntos | Clasificación por puntos | Clasificación por puntos |
| Ciclista                 | Ciclista                 | Equipo                   | Puntos                   |                          |
| ------------------------ | ------------------------ | ------------------------ | ------------------------ | ------------------------ |
| 1.º                      | Alexéi Lutsenko          | Astana                   | 30 pts                   |                          |
| 2.º                      | Aleksandr Vlásov         | Astana                   | 24 pts                   |                          |
| 3.º                      | Nairo Quintana           | Arkéa-Samsic             | 20 pts                   |                          |
| 4.º                      | Wilco Kelderman          | Team Sunweb              | 18 pts                   |                          |
| 5.º                      | Owain Doull              | Team Ineos               | 15 pts                   |                          |
| 6.º                      | Romain Combaud           | Nippo-Delko One Provence | 15 pts                   |                          |
| 7.º                      | Edward Dunbar            | Team Ineos               | 15 pts                   |                          |
| 8.º                      | Magnus Cort              | EF Pro Cycling           | 14 pts                   |                          |
| 9.º                      | Rémi Cavagna             | Deceuninck-Quick Step    | 13 pts                   |                          |
| 10.º                     | Ian Garrison             | Deceuninck-Quick Step    | 13 pts                   |                          |

### Clasificación de los jóvenes
| Clasificación del mejor joven | Clasificación del mejor joven | Clasificación del mejor joven | Clasificación del mejor joven | Clasificación del mejor joven |
| Ciclista                      | Ciclista                      | Equipo                        | Tiempo                        |                               |
| ----------------------------- | ----------------------------- | ----------------------------- | ----------------------------- | ----------------------------- |
| 1.º                           | Aleksandr Vlásov              | Astana                        | 15 h 32 min 54 s              |                               |
| 2.º                           | Edward Dunbar                 | Team Ineos                    | + 1 min 17 s                  |                               |
| 3.º                           | David Gaudu                   | Groupama-FDJ                  | + 1 min 31 s                  |                               |
| 4.º                           | Aurélien Paret-Peintre        | AG2R La Mondiale              | + 1 min 40 s                  |                               |
| 5.º                           | Niklas Eg                     | Trek-Segafredo                | + 2 min 46 s                  |                               |
| 6.º                           | Andrea Bagioli                | Deceuninck-Quick Step         | + 2 min 51 s                  |                               |
| 7.º                           | Sam Oomen                     | Team Sunweb                   | + 3 min 05 s                  |                               |
| 8.º                           | Pavel Sivakov                 | Team Ineos                    | + 3 min 40 s                  |                               |
| 9.º                           | Attila Valter                 | CCC Team                      | + 4 min 41 s                  |                               |
| 10.º                          | Rémy Rochas                   | Nippo-Delko One Provence      | + 4 min 42 s                  |                               |

### Clasificación por equipos
| Clasificación por equipos | Clasificación por equipos | Clasificación por equipos | Clasificación por equipos |
| Equipo                    | Equipo                    | Tiempo                    |                           |
| ------------------------- | ------------------------- | ------------------------- | ------------------------- |
| 1.º                       | Astana                    | 46 h 43 min 02 s          |                           |
| 2.º                       | Groupama-FDJ              | + 1 min 55 s              |                           |
| 3.º                       | EF Pro Cycling            | + 2 min 38 s              |                           |
| 4.º                       | Team Sunweb               | + 3 min 42 s              |                           |
| 5.º                       | Jumbo-Visma               | + 3 min 49 s              |                           |
| 6.º                       | AG2R La Mondiale          | + 6 min 02 s              |                           |
| 7.º                       | Nippo Delko One Provence  | + 8 min 19 s              |                           |
| 8.º                       | CCC Team                  | + 9 min 24 s              |                           |
| 9.º                       | NTT Pro Cycling           | + 9 min 41 s              |                           |
| 10.º                      | Arkéa-Samsic              | + 11 min 07 s             |                           |

## Evolución de las clasificaciones
| Etapa                   | Vencedor                | Clasificación general | Clasificación de la montaña | Clasificación de los puntos | Clasificación de los jóvenes | Clasificación por equipos |
| ----------------------- | ----------------------- | --------------------- | --------------------------- | --------------------------- | ---------------------------- | ------------------------- |
| 1.ª                     | Nacer Bouhanni          | Nacer Bouhanni        | Charlie Quarterman          | Nacer Bouhanni              | Charlie Quarterman           | Sunweb                    |
| 2.ª                     | Aleksandr Vlasov        | Aleksandr Vlasov      | Jonas Koch                  | Aleksandr Vlasov            | Aleksandr Vlasov             | Astana                    |
| 3.ª                     | Nairo Quintana          | Nairo Quintana        | Jonas Koch                  | Aleksandr Vlasov            | Aleksandr Vlasov             | Astana                    |
| 4.ª                     | Owain Doull             | Nairo Quintana        | Jonas Koch                  | Alexey Lutsenko             | Aleksandr Vlasov             | Astana                    |
| Clasificaciones finales | Clasificaciones finales | Nairo Quintana        | Jonas Koch                  | Alexey Lutsenko             | Aleksandr Vlasov             | Astana                    |

## UCI World Ranking
El Tour de La Provence otorgó puntos para el UCI World Ranking para corredores de los equipos en las categorías UCI WorldTeam, UCI ProTeam y Continental. Las siguientes tablas son el baremo de puntuación y los 10 corredores que obtuvieron más puntos:
| Posición              | 1.º | 2.º | 3.º | 4.º | 5.º | 6.º | 7.º | 8.º | 9.º | 10.º | 11.º | 12.º | 13.º | 14.º | 15.º | 16.º-30.º | 31.º-40.º |
| Clasificación general | 200 | 150 | 125 | 100 | 85  | 70  | 60  | 50  | 40  | 35   | 30   | 25   | 20   | 15   | 10   | 5         | 3         |
| Por etapa             | 20  | 10  | 5   |     |     |     |     |     |     |      |      |      |      |      |      |           |           |
| Líder                 | 5   |     |     |     |     |     |     |     |     |      |      |      |      |      |      |           |           |

| Clasificación |                  |                            |         |       |       |       |
| Posición      | Ciclista         | Equipo                     | General | Etapa | Líder | Total |
| ------------- | ---------------- | -------------------------- | ------- | ----- | ----- | ----- |
| 1.º           | Nairo Quintana   | Arkéa Samsic               | 200     | 20    | 5     | 225   |
| 2.º           | Aleksandr Vlasov | Astana                     | 150     | 20    | 5     | 175   |
| 3.º           | Alexey Lutsenko  | Astana                     | 125     | 15    | -     | 140   |
| 4.º           | Hugh Carthy      | EF                         | 100     | 5     | -     | 105   |
| 5.º           | Wilco Kelderman  | Sunweb                     | 85      | 10    | -     | 95    |
| 6.º           | Edward Dunbar    | INEOS                      | 70      | -     | -     | 70    |
| 7.º           | Thibaut Pinot    | Groupama-FDJ               | 60      | -     | -     | 60    |
| 8.º           | Sepp Kuss        | Team Jumbo-Visma           | 50      | -     | -     | 50    |
| 9.º           | Jesús Herrada    | Cofidis, Solutions Crédits | 40      | -     | -     | 40    |
| 10.º          | David Gaudu      | Groupama-FDJ               | 35      | -     | -     | 35    |